# ميرفين روز
ميرفين روز (بالإنجليزية: Mervyn Rose)‏ (مواليد 23 يناير 1930 في نيوساوث ويلز، أستراليا - 23 يوليو 2017)، هو لاعب كرة مضرب أسترالي سابق بدأ مسيرته كمحترف سنة 1959 وكان يلعب باليد اليسرى، اعتزل اللعب في 1972. كما أنه أحد أبطال الجراند سلام. أعلى تصنيف له في الفردي كان المركز الـ 3 في سنة 1958.

## بطولات حققها
- بطولة ويمبلدون

## النهائيات

### الفردي (الألقاب 2, الوصافة 1)
| الحصيلة | السنة | البطولة                       | المنافس في النهائي | النتيجة في النهائي |
| ------- | ----- | ----------------------------- | ------------------ | ------------------ |
| الوصافة | 1953  | بطولة أستراليا المفتوحة للتنس | كين روزوول         | 0–6, 3–6, 4–6      |
| الفوز   | 1954  | بطولة أستراليا المفتوحة للتنس | ريكس هارتويغ       | 6–2, 0–6, 6–4, 6–2 |
| الفوز   | 1958  | دورة رولان غاروس الدولية      | لويس أيالا         | 6–3, 6–4, 6–4      |

### الزوجي (الألقاب 4, الوصافة 7)
| الحصيلة | السنة | البطولة                       | الشريك           | المنافس في النهائي          | النتيجة في النهائي        |
| ------- | ----- | ----------------------------- | ---------------- | --------------------------- | ------------------------- |
| الوصافة | 1951  | بطولة أمريكا المفتوحة للتنس   | دون كاندي        | كين ماكغريغور فرانك سيدجمان | 8–10, 4–6, 6–4, 5–7       |
| الوصافة | 1952  | بطولة أستراليا المفتوحة للتنس | دون كاندي        | كين ماكغريغور فرانك سيدجمان | 4–6, 5–7, 3–6             |
| الفوز   | 1952  | بطولة أمريكا المفتوحة للتنس   | فيك سيكساس       | كين ماكغريغور فرانك سيدجمان | 3–6, 10–8, 10–8, 6–8, 8–6 |
| الوصافة | 1953  | بطولة أستراليا المفتوحة للتنس | دون كاندي        | ليو هود كين روزوول          | 11–9, 4–6, 8–10, 4–6      |
| الوصافة | 1953  | دورة رولان غاروس الدولية      | كلايف وايلدرسبين | ليو هود كين روزوول          | 2–6, 1–6, 1–6             |
| الوصافة | 1953  | بطولة ويمبلدون                | ريكس هارتويغ     | ليو هود كين روزوول          | 4–6, 5–7, 6–4, 5–7        |
| الفوز   | 1953  | بطولة أمريكا المفتوحة للتنس   | ريكس هارتويغ     | جاردنار مولوي بيل تالبرت    | 6–4, 4–6, 6–2, 6–4        |
| الفوز   | 1954  | بطولة أستراليا المفتوحة للتنس | ريكس هارتويغ     | نيل فريزر كلايف وايلدرسبين  | 6–3, 6–4, 6–2             |
| الفوز   | 1954  | بطولة ويمبلدون                | ريكس هارتويغ     | فيك سيكساس توني ترابرت      | 6–4, 6–4, 3–6, 6–4        |
| الوصافة | 1956  | بطولة أستراليا المفتوحة للتنس | دون كاندي        | ليو هود كين روزوول          | 8–10, 11–13, 4–6          |
| الوصافة | 1957  | دورة رولان غاروس الدولية      | دون كاندي        | مال أندرسون أشلي كوبر (تنس) | 3–6, 0–6, 3–6             |

## روابط خارجية
- ميرفين روز على موقع رابطة محترفي التنس (الإنجليزية)
- ميرفين روز على موقع الاتحاد الدولي لكرة المضرب (الإنجليزية)
- ميرفين روز على موقع كأس ديفيز (الإنجليزية)
- ميرفين روز على موقع قاعة مشاهير كرة المضرب الدولية (الإنجليزية)
- ميرفين روز على موقع اتحاد التنس الأسترالي (الإنجليزية)
- ميرفين روز على موقع خلاصة التنس.كوم (الإنجليزية)